# Ronny Marengo
Ronny Marengo (1º agosto 1989) è un calciatore seychellese, di ruolo difensore.